# Arcoppia robusta
Arcoppia robusta är en kvalsterart som beskrevs av Sandór Mahunka 1988. Arcoppia robusta ingår i släktet Arcoppia och familjen Oppiidae. Inga underarter finns listade i Catalogue of Life.